# Loituma
Loituma ist ein finnisches Quartett, das die finnische Gesangstradition mit dem Klang der Kantele kombiniert. Internationale Bekanntheit erlangte die Gruppe durch ihre Interpretation des Liedes „Ievan polkka“.

## Geschichte
Loituma wurde im Herbst 1989 als das Septett Jäykkä Leipä („steifes Brot“) an der Sibelius-Akademie, Fachbereich Volksmusik, gegründet. Zur Originalbesetzung gehörten auch die Sängerinnen Sanna Kurki-Suonio und Tellu Paulasto; beide gingen später jedoch nach Schweden und traten Hedningarna bei. Anita Lehtola war bis 2000 auch ein Mitglied von Hedningarna.
Loituma wurde 1997 beim Volksmusikfestival von Kaustinen zur „Gruppe des Jahres“ gewählt. Über die Jahre verfolgte die Band kontinuierlich ihren eigenen musikalischen Weg und erweiterte ihre Musik um verschiedene musikalische Einflüsse unterschiedlichen Ursprungs. Einer der Ecksteine finnischer Folkmusik ist der Gesang. Die Lieder von Loituma, unterstützt im Hintergrund von Martti Pokela und Toivo Alaspää, vermitteln finnische Tradition. Ein anderes tragendes Element der Musik von Loituma ist die Kantele.

## Ievan Polkka
Das Lied Ievan Polkka (Evas Polka) wurde ursprünglich in den 1920er Jahren von Eino Kettunen publiziert. Bekannt wurden Loituma mit ihrer Version der Ievan Polkka, in ostfinnischem Dialekt gesungen, die sie durch ein Intermezzo ergänzten, das im Allgemeinen aus Lauten ohne Sinn besteht und die Stimme lediglich als weiteres Musikinstrument einsetzt (Scat). Das Intermezzo wird bei jeder Aufführung frei improvisiert. Mit dieser Interpretation waren Loituma ebenfalls in den finnischen Charts und später, im April 2007, sogar in den deutschen Top-50-Charts vertreten.
Zum Kult avancierte Ievan Polkka vor allem im Jahr 2006 in Internetforen und Weblogs durch ein Flashvideo, das als „Loituma Girl“ bekannt wurde. In diesem drehte Orihime Inoue, eine Figur aus der Anime-Umsetzung von Bleach, eine Lauchstange in einer kurzen und sich ständig wiederholenden Sequenz, während in einer Endlosschleife das Intermezzo der Ievan Polkka ertönt.
2006 veröffentlichten zwei italienische Musikproduzenten eine Version des Liedes, für die sie die animierte Comicfigur Holly Dolly schufen.
Mitte März 2007 ist ein Basshunter-Remix des Songs Ieva’s Polka (Ievan Polkka) des finnischen Gesangsquartetts erschienen.
Im Jahr 2021 veröffentlichte Loituma eine neue Version von Ievan Polkka.

## Veröffentlichungen
- 1995 – Loituma (US-Release als Things of Beauty, 1998)
- 1998 – Kuutamolla (US-Release als In The Moonlight, 1999)